# Viera Podhányiová
Viera Podhányiová (ur. 19 września 1960 w Zlatych Moravcach) – czechosłowacka hokeistka na trawie, medalistka olimpijska.
Uczestniczka letnich igrzysk olimpijskich w Moskwie w 1980. Wystąpiła w czterech meczach turnieju jako bramkarka. Czechosłowackie hokeistki w swoim jedynym występie olimpijskim zdobyły srebrny medal.